# Enzo et Big Cass (SAWFT)
 (juin 2021).
Enzo et Big Cass était une équipe de catcheurs face composée de Colin Cassady / Big Cass et Enzo Amore. Ils travaillent actuellement à la World Wrestling Entertainment (WWE) dans la division RAW.

## Carrière

### World Wrestling Entertainment (2013-2017)

#### Passage à NXT (2013-2016)

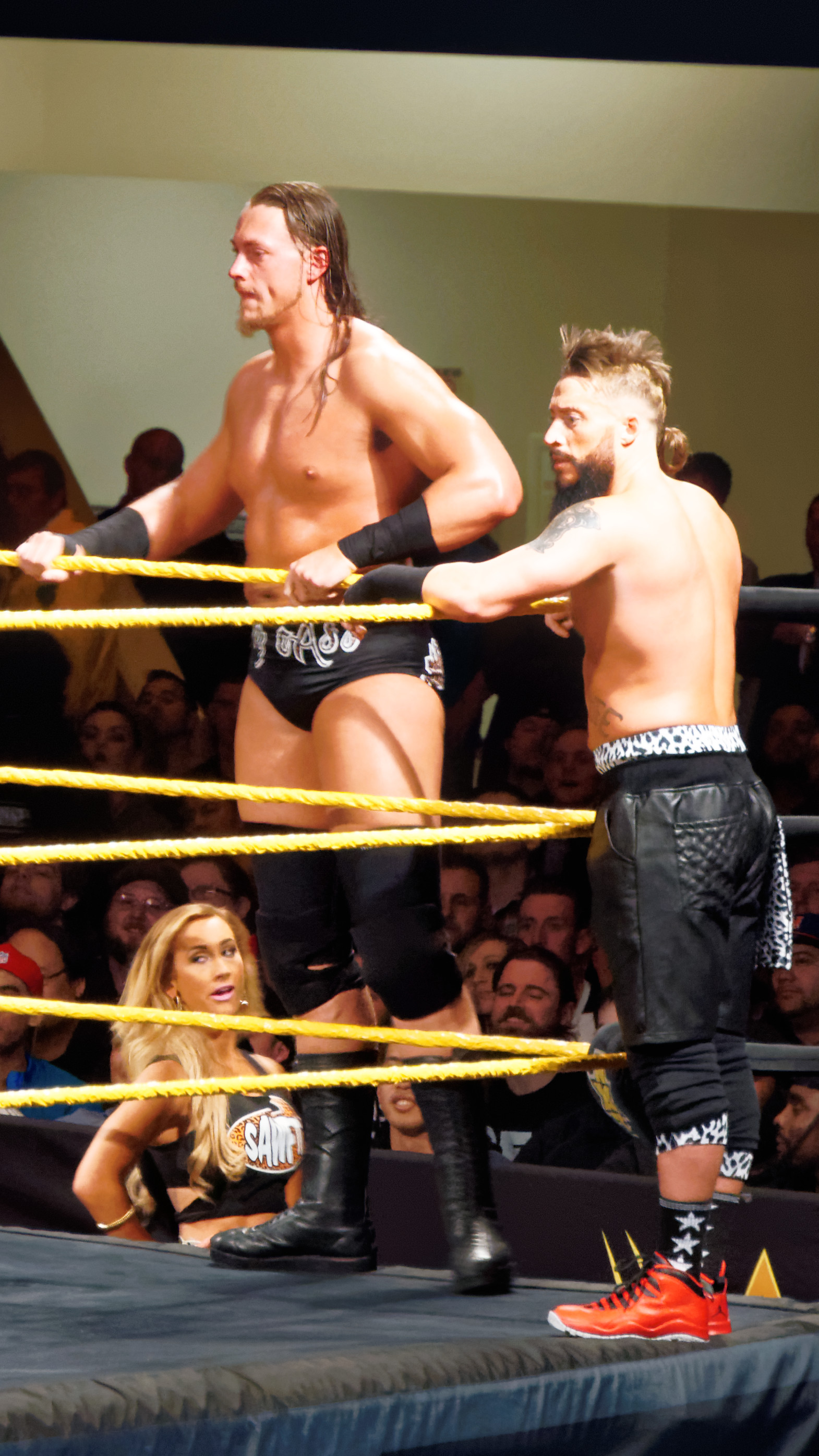
Enzo et Cass avec Carmella à la NXT en mars 2015.

Colin Cassady et Enzo Amore commencent à faire équipe à NXT, le club-école de la World Wrestling Entertainment (WWE). Le 11 mars 2015, ils deviennent challengers no 1 au titre en battant The Lucha Dragons. Le 8 juillet, ils perdent un match pour être challengers no 1 des NXT Tag Team Championship face au Vaudevillains. Le 7 octobre, ils sont éliminés du Dusty Rhodes Tag Team Classic par Finn Bálor et Samoa Joe. Le 20 avril 2016, ils perdent face à American Alpha. 

#### Débuts à RAW et séparation (2016-2017)
Ils font leurs débuts à RAW le 4 avril en confrontant The Dudley Boyz.
À RAW le 11 avril, ils ont de nouveau confrontés au The Dudley Boyz après leur match contre les Lucha Dragons. Il a été annoncé qu'Enzo et Cassady participeront à un tournoi par équipe pour être asprants aux titres par équipe, et affronteront The Ascension au premier tour. ils sont de nouveau confrontés par au Dudley Boyz. Ils remporté leur match le 18 avril à RAW, dans la demi finale du tournoi. Ils affrontent les Vaudevillains à Payback, mais Enzo se blesse sérieusement en tapant sa tête  violemment sur la seconde corde, et le match se finit sur un No Contest. Enzo Amore a été  transporté  d'urgence à  l'hôpital, pour apprendre plus tard dans la soirée  qu'il  souffre  d'une  commotion cérébrale. Enzo Amore fera son retour le 23 mai lors de RAW. A Money in The Bank, ils affrontent The New Day pour la WWE Tag Team Championships mais dans un Fatal-4-Way Match Tag Match, ils affronteront aussi les équipes The Vaudevillains, et Luke Gallows & Karl Anderson. Fatal-4-Way Match pour le WWE Tag Team Championship. Le 13 juin à RAW, ils perdent avec The New Day contre The Vaudevillains et Luke Gallows et Karl Anderson. Le 4 juillet à RAW, ils battent The Social Outcasts. 
Plus tard dans la soirée, ils sauvent John Cena d'une attaque de  The Club (AJ Styles, Luke Gallows et Karl Anderson), après laquelle il est annoncé qu'ils feront équipe avec John Cena pour affronter The Club lors de Battleground.
Le 11 juillet à RAW, ils battent The Club par disqualification après que AJ Styles soit intervenu. À la fin du match, ils se font attaquer par ces derniers avant d'être sauvés par John Cena. Lors de Battleground, ils battent, avec John Cena, The Club. Le 1er août à RAW, Enzo Amore et Sasha Banks perdent contre Charlotte et Chris Jericho. À la fin du match, Enzo Amore se fait attaquer par Chris Jericho qui lui porte un Codebreaker. Le 8 août à RAW, le match entre Enzo Amore et Chris Jericho est gagné par ce dernier par disqualification. À la fin du match, ils lancent un défi à Kevin Owens et Chris Jericho pour SummerSlam que ces derniers acceptent. Lors de SummerSlam, ils perdent contre Kevin Owens et Chris Jericho. Le 26 septembre à RAW, ils perdent contre Chris Jericho et Kevin Owens. Le 10 octobre à RAW, il se font attaquer par Karl Anderson et Luke Gallows.
Le 16 janvier à RAW, ils battent Rusev et Jinder Mahal. Le 20 février à RAW, ils battent Sheamus et Cesaro et affronteront The Club pour le WWE Raw Tag Team Championship lors de Fastlane.
Ils se séparent le 19 juin 2017 à RAW.

### Ring of Honor (2019)

#### Reformation (2019)
Le 6 avril 2019 lors de G1 Supercard, Enzo & Cass qui se trouvaient dans le public sautent les barricades et attaquent plusieurs lutteurs de la ROH. Le 8 avril, il est annoncé qu'ils venaient de signer avec la ROH. Cependant, ils n'ont jamais combattus au sein de la compagnie.

## Palmarès
- Pro Wrestling Illustrated
  - Classé 268e parmi les 500 meilleurs catcheurs au PWI 500 en 2014[18] - Enzo Amore
  - Classé 281e parmi les 500 meilleurs catcheurs au PWI 500 en 2014[18] - Colin Cassady
- WWE NXT
  - NXT Year-End Award Tag Team of the Year (2015)[19]